# Erwin Contreras
Erwin Rafael Contreras (ur. 9 lipca 1966) – belizeński polityk i piłkarz, reprezentant kraju, członek Zjednoczonej Partii Demokratycznej, poseł z okręgu Cayo West, minister rozwoju gospodarczego, handlu, przemysłu i ochrony konsumentów (w latach 2008-2012) oraz minister handlu, promocji inwestycji rozwoju sektora prywatnego oraz ochrony konsumentów (od 2012).

## Życiorys

### Kariera sportowa
W reprezentacji kraju wystąpił w dwumeczu z Panamą w 1998 roku. Pierwszy mecz rozgrywany w Panamie wygrali gospodarze 4:1, w rewanżu w Belize City reprezentacja Belize wygrała 1:0. Występował w klubie Real Verdes FC, a na początku XXI wieku był jego właścicielem.

### Kariera polityczna
Związał się ze Zjednoczoną Partią Demokratyczną i z jej ramienia kandydował do parlamentu.
7 lutego 2008 wygrał wybory parlamentarne w okręgu Cayo West zdobywając 2771 głosów. Został członkiem Izby Reprezentantów, po pokonaniu Kendalla Mendeza z PUP stosunkiem głosów: 61,2% do 36,48%.
14 lutego premier Dean Barrow powołał go do swojego rządu na stanowisko ministra rozwoju gospodarczego, handlu, przemysłu i ochrony konsumentów.
W kolejnych wyborach 7 marca 2012 ponownie dostał się do Izby Reprezentantów z okręgu Cayo West, w którym pokonał przedstawiciela PUP: Oscara Sabido, zdobywając 3079 głosów (stosunek głosów: 62,86% do 35,63%).
Pięć dni później premier Dean Barrow powołał go do swojego drugiego rządu na stanowisko ministra handlu, promocji inwestycji rozwoju sektora prywatnego oraz ochrony konsumentów.